# Kozagawa
Kozagawa (jap. 古座川町 Kozagawa-chō) – miasto w Japonii, na wyspie Honsiu, w prefekturze Wakayama. Według danych na rok 2020 miejscowość zamieszkiwało 2 480 mieszkańców , a gęstość zaludnienia wyniosła 8,4 os./km².